# Postskriptum
Postskriptum (z lat. post scriptum, doslova „po napsání“) označuje původně dodatek dopisu, obvykle za podpisem. Česky se dříve nazývalo také douška. Zkracuje se jako PS, P.S. nebo P. S.
I když v elektronických textech a e-mailech lze dodatečně vkládat cokoli, postskriptum se často používá pro informace, které nesouvisejí s hlavním sdělením, rušily by jeho souvislost, anebo když chce pisatel nakonec dodat něco osobnějšího.
Výraz se často používá v metaforickém, přeneseném významu i pro rozsáhlejší dodatek knihy a článku nebo pro následné zpracování počítačového textu (např. jazyk PostScript).

## Postpostskriptum
Je-li v textu více doušek, buďto se číslují (např. PS1, PS2), nebo se pro další postskriptum používá název postpostscriptum (zkráceně PPS).[zdroj⁠?!]